# وروتیتسه
وروتیتسه (به لاتین: Vrutice) یک منطقهٔ مسکونی در جمهوری چک است که در شهرستان لیتومیه‌رژیتسه واقع شده‌است. وروتیتسه ۷٫۰۱ کیلومتر مربع مساحت و ۲۸۸ نفر جمعیت دارد و ۱۶۶ متر بالاتر از سطح دریا واقع شده‌است.